# Rudnicze
Rudnicze (daw. Rudnice i Rudnicz, niem. Rudnitsch) – wieś w Polsce położona w województwie wielkopolskim, w powiecie wągrowieckim, w gminie Wągrowiec.
| SIMC    | Nazwa      | Rodzaj                 |
| ------- | ---------- | ---------------------- |
| 0532100 | Bobrowniki | część wsi (do 2023 r.) |
| 0532116 | Rudniczyn  | część wsi (do 2023 r.) |

Około 1793 dziedzicem Rudnicza był Wojciech Lipski. Później wśród właścicieli wymieniano: Seweryna Zakrzewskiego (ok. 1830), Józefa Radońskiego i Jana Gortycha (ok. 1884). Pod koniec XIX wieku miejscowość należała do powiatu wągrowieckiego. We wsi istniała wtedy już szkoła. Rudnice liczyły wtedy 12 gospodarstw i 94 mieszkańców (71 katolików i 23 protestantów). Majątek Rudnice liczył 13 domostw i 135 mieszkańców (133 katolików).
W latach 1975–1998 miejscowość administracyjnie należała do województwa pilskiego.